# Església de Déu (Cleveland)

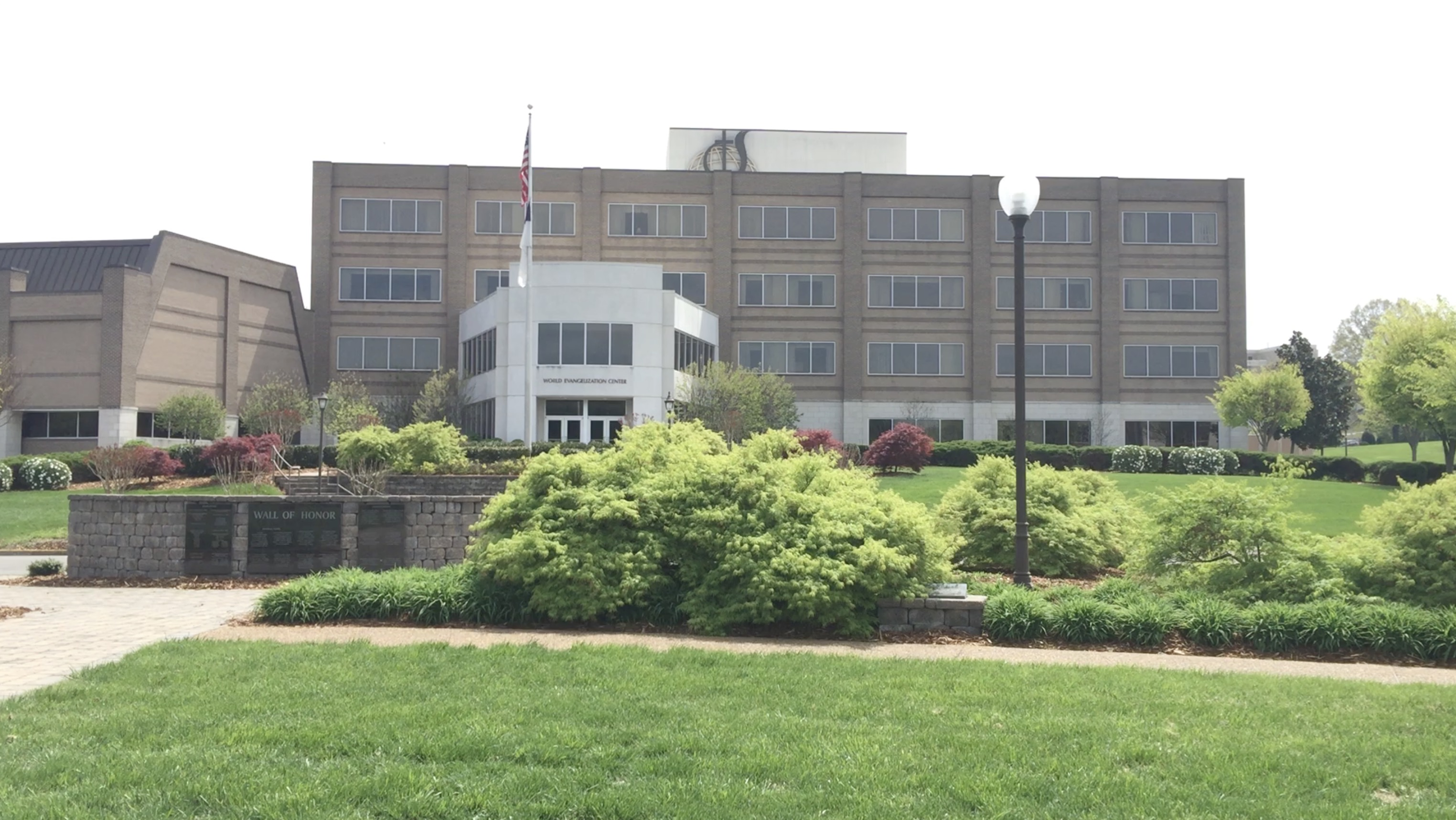
Seu general de la congregació.

Església de Déu - Church of God - és una denominació pentecostal cristiana, amb seu a Cleveland (Tennessee). Ha crescut fins a esdevenir una de les majors denominacions pentecostals del món amb més de 8 milions de membres.
L'origen del moviment es remunta a l'any 1886 amb una petita reunió dels cristians de Creek Barney a la Casa de Tennessee, Carolina del Nord, fet pel que se la considera com la més antiga denominació pentecostal cristiana dels Estats Units.